# Coeruleolactite
La coeruleolactite è un minerale non riconosciuto dall'IMA dal 2006 perché successivi esami hanno determinato che si tratta di una miscela di tre minerali: planerite, variscite e wavellite.